# Garston
Garston är en stadsdel i Liverpool, i distriktet Liverpool, i grevskapet Merseyside, i England. Garston var en civil parish från 1866 till 1922 då den blev en del av Liverpool. Civil parish hade 28 729 invånare år 1921. Garston var ett distrikt från 1894 till 1902.